# Un racconto di Canterbury
Un racconto di Canterbury (A Canterbury Tale) è un film del 1944 diretto da Michael Powell ed Emeric Pressburger.

## Trama
Canterbury è da sempre meta di pellegrinaggi. Sulla via che porta alla città, si incontrano tre giovani: Bob Johnson, un soldato americano in licenza, Alison Smith, la commessa di un magazzino che si è arruolata nel servizio civile, Peter Gibbs, un sergente inglese. Ognuno di loro ha una pena nel cuore: il soldato non riceve più lettere dalla ragazza che ha lasciato a casa, la commessa ha perso il suo fidanzato in guerra, il sergente, un organista, vorrebbe poter tornare a suonare. Ognuno, mosso da una ragione differente, scende dal treno nella piccola città di Chillingbourne. Mentre stanno lasciando la stazione, un uomo misterioso getta della colla sui capelli di Alison. La ragazza chiede allora a Bob se vuole fermarsi un altro giorno in città per aiutarla a scoprire il misterioso aggressore.
Il giorno dopo, Alison incontra anche Peter e i tre, tutti insieme, si mettono a indagare su quello che sembra un maniaco seriale che di notte imbratta di colla le malcapitate che gli arrivano a tiro. Le indagini li portano a sospettare di Thomas Colpeper, un archeologo, colto e raffinato che, messo alle strette, confessa. Giunti finalmente a Canterbury, i tre nuovi amici ricevono balsamo per le loro ferite: Bob riceve finalmente un pacco di lettere dalla sua ragazza, scoprendo che si è arruolata come ausiliaria e che si trova in Australia. Alison viene a sapere che il fidanzato creduto morto è invece vivo e che il padre di lui, che ha sempre osteggiato la loro relazione, reputandola un pessimo partito, si è ricreduto. L'organista, prima di partire con il suo reparto, può finalmente tornare alla musica, suonando l'organo della cattedrale.

## Produzione
Il film fu prodotto dalla The Archers (con il nome A Production of the Archers) e Independent Producers. Venne girato nel Kent, a Little Stour, Wickhambreaux, a Canterbury, a Chilham, a Fordwich, a Wingham, a Shottenden e negli Denham Studios, nel Buckinghamshire.

## Distribuzione
Distribuito dalla General Film Distributors (GFD), il film uscì nelle sale cinematografiche britanniche il 21 agosto 1944 presentato in prima. Negli Stati Uniti, venne distribuito il 21 gennaio 1949 dall'Eagle-Lion Films. Non è stato mai distribuito in Italia, fu tuttavia presentato al Bergamo Film Meeting del 1986.